# سن-بارتلمی، کبک
سن-بارتلمی (به فرانسوی: Saint-Barthélemy) قصبه‌ای در منطقه شهری دوتره ناحیه لانودییر در استان کبک کانادا است. در سرشماری سال ۲۰۱۱ این قصبه ۲٬۰۲۵ نفر جمعیت داشته‌است و مساحت آن ۹۸٫۸ کیلومتر مربع است.